# شانون اسمیت
شانون اسمیت (انگلیسی: Shannon Smith؛ زادهٔ ۲۸ سپتامبر ۱۹۶۱) شناگر اهل کانادا بود.
وی در مسابقات کشوری و بین‌المللی در مجموع برندهٔ ۱ مدال برنز شده‌است.